# IHF Super Globe 2017
L'IHF Super Globe 2017 è stata l'undicesima edizione del Mondiale per Club di pallamano. Il torneo si è disputato a Doha, Qatar, nell'impianto che ha ospitato i Mondiali 2015, ovvero il Duhail Handball Sports Hall. Le partite si sono disputate dal 25 agosto al 28 agosto, con il 27 agosto utilizzato come giorno di riposo.

## Squadre partecipanti
Alla competizione prendono parte i campioni continentali provenienti dall'AHF (Asia), dalla CAHB (Africa), dalla EHF (Europa), dall'OHF (Oceania) e dalla PATHF (Nord e Sud America).
| Squadra                     | Qualificata come               |
| --------------------------- | ------------------------------ |
| Füchse Berlin               | Campioni in carica             |
| Espérance Sportive de Tunis | Vice-campioni CL Africana      |
| Naft-O-Gas-Gachsaran        | Vice-campion CL Asiatica       |
| Sydney University           | Vincitori CL dell'Oceania      |
| EC Pinheiros                | Vincitore CL Panamericana      |
| RK Vardar                   | Vincitore EHF Champions League |
| Barcelona                   | Wild card                      |
| Al Sadd                     | Ospitante                      |

## Risultati

### Tabellone
|  | Quarti di finale      | Quarti di finale      |                       |           | Semifinali                | Semifinali                |  |  | Finale                | Finale |
|  |                       |                       |                       |           |                           |                           |  |  |                       |        |
|  | 25 agosto 2017, 13:00 |                       |                       |           |                           |                           |  |  |                       |        |
|  |                       |                       |                       |           |                           |                           |  |  |                       |        |
|  | Al Sadd               | 33                    |                       |           |                           |                           |  |  |                       |        |
|  | Al Sadd               | 33                    | 26 agosto 2017, 17:00 |           |                           |                           |  |  |                       |        |
|  | Sydney UNI HB         | 25                    |                       |           |                           |                           |  |  |                       |        |
|  | Sydney UNI HB         | 25                    | Al Sadd               | 23        |                           |                           |  |  |                       |        |
|  | 25 agosto 2017, 15:00 |                       | Al Sadd               | 23        |                           |                           |  |  |                       |        |
|  |                       | Füchse Berlino        | 30                    |           |                           |                           |  |  |                       |        |
|  | Füchse Berlino        | Füchse Berlino        | 30                    | 33        |                           |                           |  |  |                       |        |
|  | Füchse Berlino        |                       | 28 agosto 2017, 19:00 | 33        |                           |                           |  |  |                       |        |
|  | EC Pinheiros          | 31                    |                       |           |                           |                           |  |  |                       |        |
|  | EC Pinheiros          | 31                    | Füchse Berlino        | 25        |                           |                           |  |  |                       |        |
|  | 25 agosto 2017, 17:00 |                       | Füchse Berlino        | 25        |                           |                           |  |  |                       |        |
|  |                       | Barcellona            | 29                    |           |                           |                           |  |  |                       |        |
|  | RK Vardar             | Barcellona            | 29                    | 30        |                           |                           |  |  |                       |        |
|  | RK Vardar             | 26 agosto 2017, 19:00 |                       | 30        |                           |                           |  |  |                       |        |
|  | Naft-O-Gas-Gacharan   | 22                    |                       |           |                           |                           |  |  |                       |        |
|  | Naft-O-Gas-Gacharan   | 22                    | RK Vardar             | 29        | Finale per il terzo posto | Finale per il terzo posto |  |  |                       |        |
|  | 25 agosto 2017, 19:00 |                       | RK Vardar             | 29        | Finale per il terzo posto | Finale per il terzo posto |  |  |                       |        |
|  |                       | Barcellona            | 32                    |           |                           |                           |  |  |                       |        |
|  | Barcellona            | Barcellona            | 32                    | 42        | Al Sadd                   | 19                        |  |  |                       |        |
|  | Barcellona            |                       |                       | 42        | Al Sadd                   | 19                        |  |  |                       |        |
|  | ES Tunis              | 24                    |                       | RK Vardar | 37                        |                           |  |  |                       |        |
|  | ES Tunis              | 24                    |                       |           | 37                        |                           |  |  |                       |        |
|  |                       |                       |                       |           |                           |                           |  |  | 28 agosto 2017, 17:00 |        |
|  |                       |                       |                       |           |                           |                           |  |  |                       |        |

### Tabellone 5º-8º posto
|  | Semifinali 5º-8º posto | Semifinali 5º-8º posto | Semifinali 5º-8º posto |          |              | Finale 5º posto     | Finale 5º posto     | Finale 5º posto |  |
|  |                        |                        |                        |          |              |                     |                     |                 |  |
|  | Sydney UNI HB          | Sydney UNI HB          | 26                     |          |              |                     |                     |                 |  |
|  | Sydney UNI HB          | Sydney UNI HB          | 26                     |          |              |                     |                     |                 |  |
|  | EC Pinheiros           | EC Pinheiros           | 32                     |          |              |                     |                     |                 |  |
|  | EC Pinheiros           | EC Pinheiros           | 32                     |          | EC Pinheiros | EC Pinheiros        | 32                  |                 |  |
|  |                        |                        |                        |          | EC Pinheiros | EC Pinheiros        | 32                  |                 |  |
|  |                        |                        | ES Tunis               | ES Tunis | 29           |                     |                     |                 |  |
|  | Naft-O-Gas-Gacharan    | Naft-O-Gas-Gacharan    | ES Tunis               | ES Tunis | 29           | 28                  |                     |                 |  |
|  | Naft-O-Gas-Gacharan    | Naft-O-Gas-Gacharan    |                        |          |              | 28                  |                     |                 |  |
|  | ES Tunis               | ES Tunis               | 35                     |          |              | Finale 7º posto     | Finale 7º posto     | Finale 7º posto |  |
|  | ES Tunis               | ES Tunis               | 35                     |          |              |                     |                     |                 |  |
|  |                        |                        |                        |          |              |                     |                     |                 |  |
|  |                        |                        |                        |          |              | Sydney UNI HB       | Sydney UNI HB       | 24              |  |
|  |                        |                        |                        |          |              | Sydney UNI HB       | Sydney UNI HB       | 24              |  |
|  |                        |                        |                        |          |              | Naft-O-Gas-Gacharan | Naft-O-Gas-Gacharan | 27              |  |

## Campioni
| Vincitore IHF Super Globe 2017 |
| ------------------------------ |
| Barcelona 3º titolo            |